# Oemleria cerasiformis

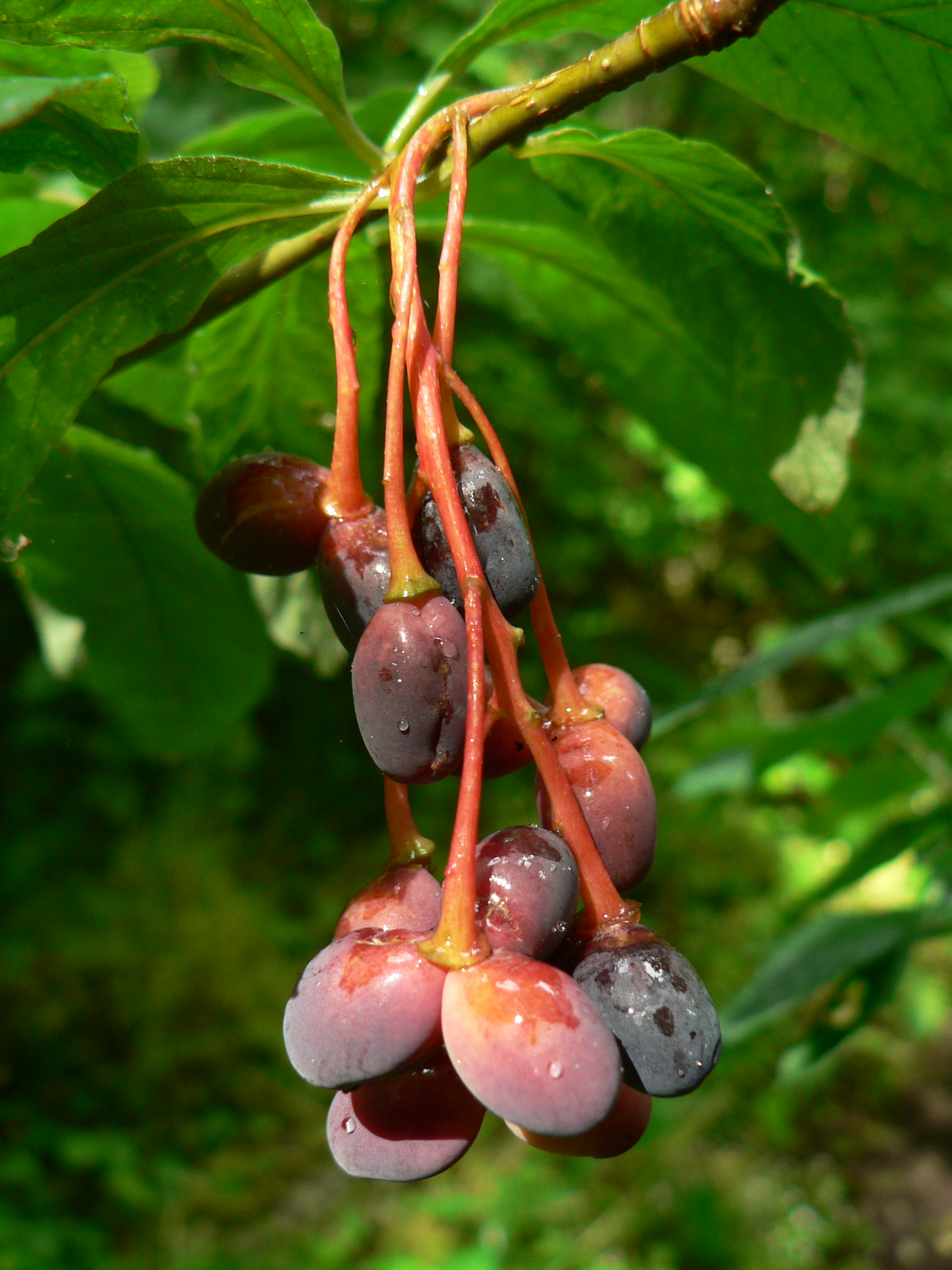
Frutos de O. cerasiformis

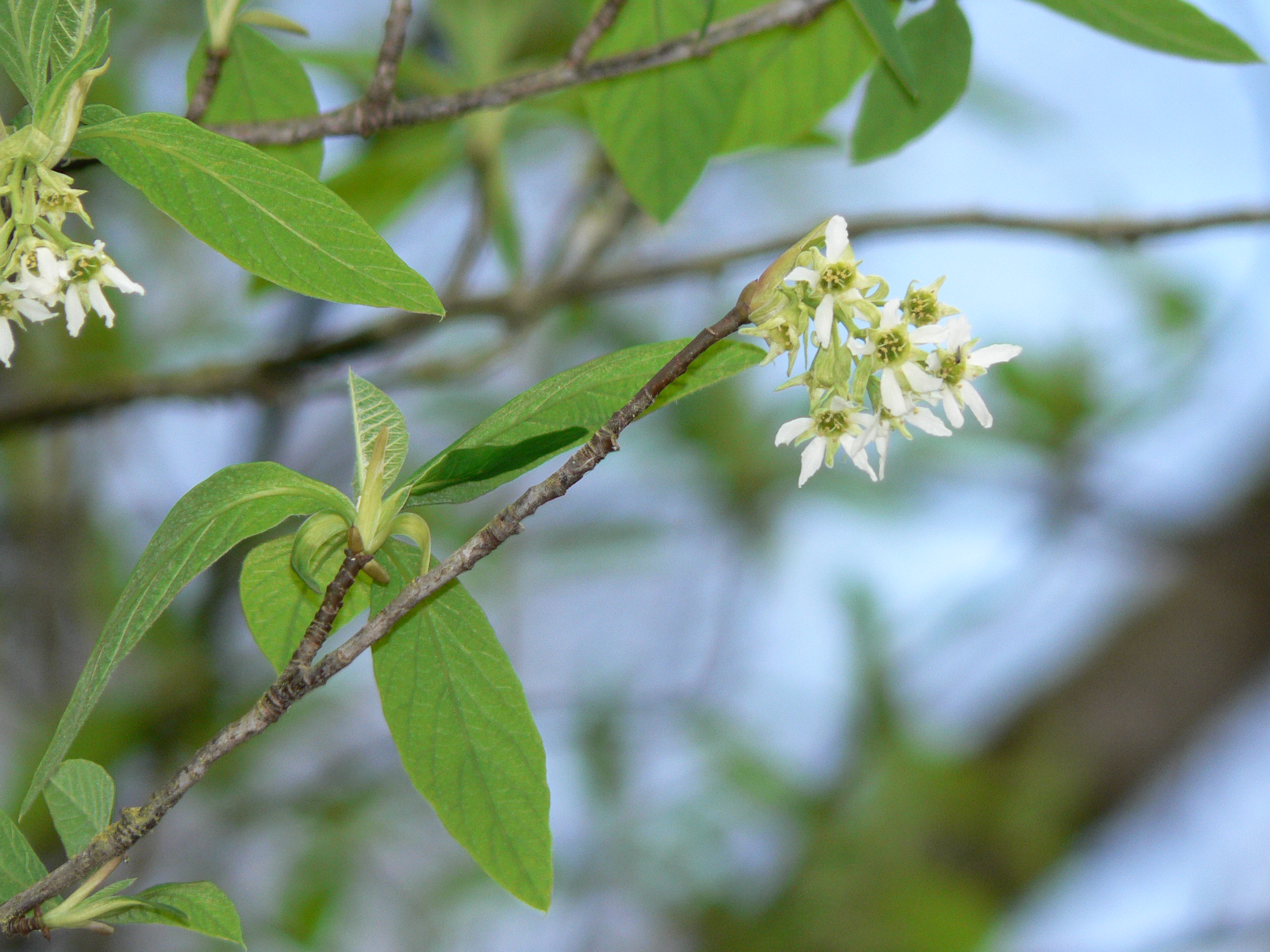
Inflorescencia y hojas

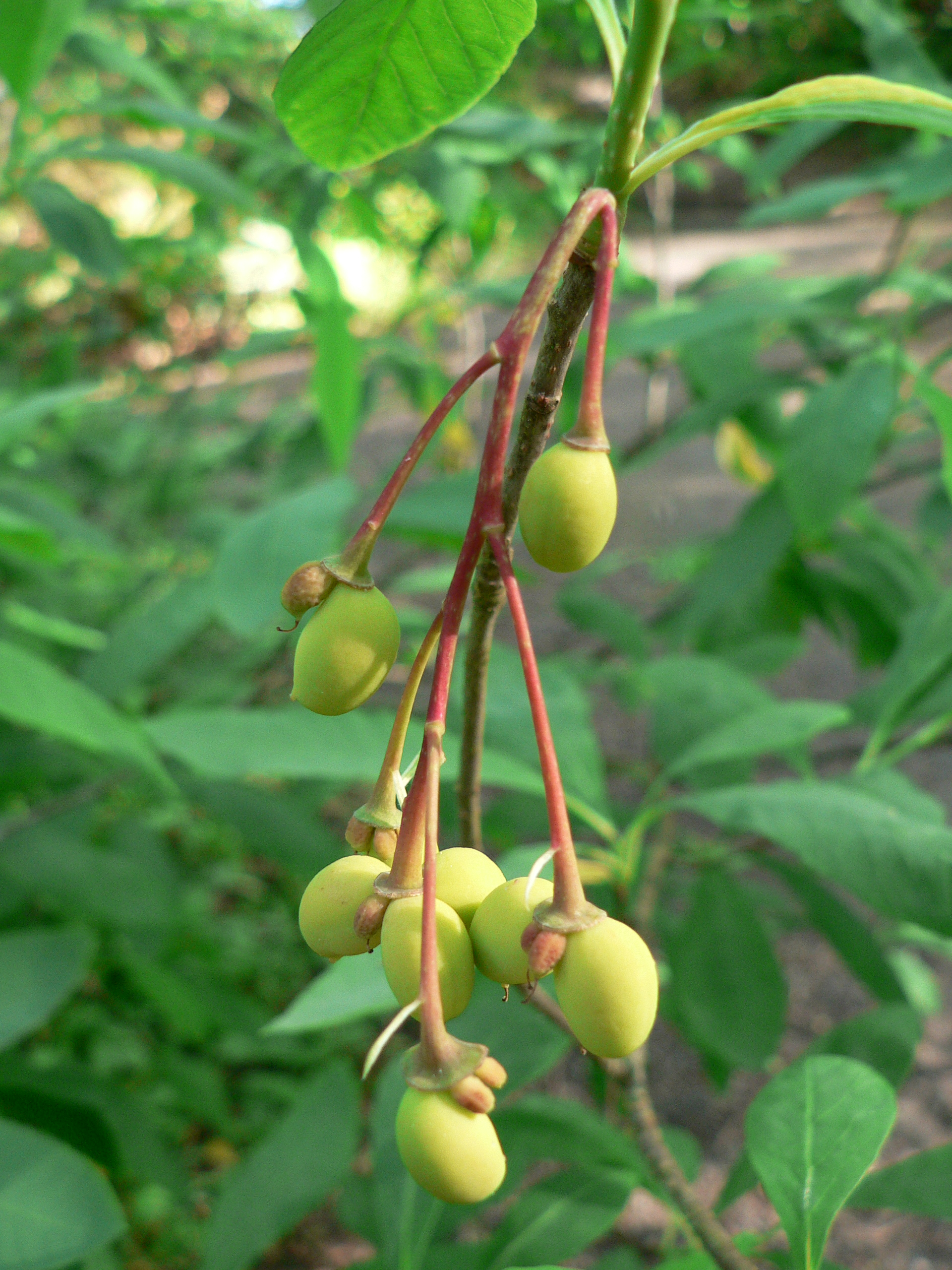
Follaje y fruto verde

Oemleria cerasiformis, con el nombre común de "osoberry" y "ciruela india",  es la única especie del género Oemleria. Es un arbusto originario de la costa del Océano Pacífico en Norteamérica, desde Columbia Británica, Canadá hasta el Condado de Santa Bárbara, California, Estados Unidos

## Descripción
Especie dioica, es una de las primeras plantas de las que brotan las hojas y las flores a principios de la primavera. Alcanza los 1,5-5 m de altura y tiene las hojas lanceoladas de 5-12 cm de largo. 
Las hojas son alternas, simples, caducifolias, generalmente elípticas u oblongas, de color verde claro y suave por el haz y más pálido por el envés, los márgenes están ondulados. 
Las flores, de color blanco-verde, poco visibles, que aparecen en abril y mayo. 
El fruto, comestible, es una drupa ovoide similar a una pequeña ciruela, de color naranja o amarillo cuando es joven, pero de color negro azulado cuando maduran, con un tallo rojo.

## Ecología
La planta es el alimento de las larvas de las polillas Aseptis adnixa.

## Usos
Los nativos americanos la comen, y hacen té de la corteza, además de masticar sus ramas para utilizarlas como un suave anestésico y afrodisíaco.

## Taxonomía
Oemleria cerasiformis fue descrita por (Torr. & Gray ex Hook. & Arn.) Landon y publicado en Taxon 24(1): 200, en el año 1975.
Sinonimia
- Nuttallia cerasiformis Torr. & A. Gray ex Hook. & Arn. basónimo
- Osmaronia cerasiformis (Torr. & A. Gray ex Hook. & Arn.) Greene[6]